# Мисљану (Јаломица)
Мисљану (рум. Misleanu) насеље је у Румунији у округу Јаломица у општини Периеци. Oпштина се налази на надморској висини од 30 m.

## Становништво
Према подацима из 2002. године у насељу је живело 866 становника, од којих су сви румунске националности.